# ۱۱۲۸ (میلادی)
۱۱۲۸ (میلادی) هزار و صد و بیست و هشتمین سال تقویم میلادی است.

## درگذشتگان
‎